# Paardenbaai
Paardenbaai – miejscowość (plaats) w strefie Eagle/Paardenbaai, w regionie Oranjestad-West w północno-zachodniej części kraju autonomicznego Aruba, należącego do Holandii, w Ameryce Południowej.
Zlokalizowany jest tutaj port morski Oranjestad.